# Kotlet de volaille

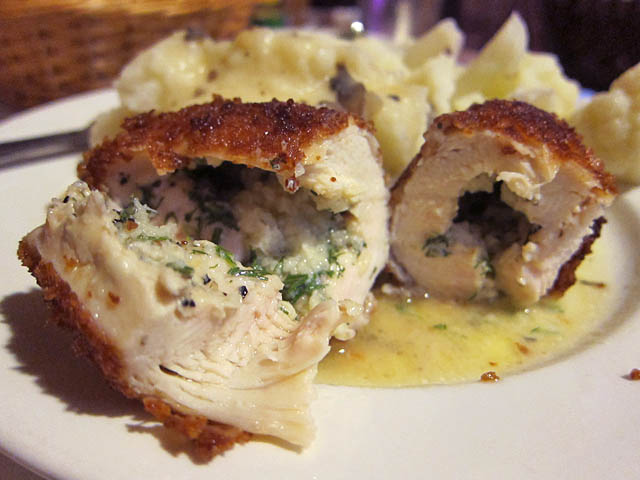
Kotlet de volaille w ukraińskiej restauracji.

Kotlet de volaille – kotlet panierowany w jajku i bułce tartej, smażony na głębokim oleju bądź na maśle klarowanym, sporządzony z roztłuczonej piersi kurczaka nadziewanej masłem i przyprawami. Oryginalny de volaille powinien mieć w środku tylko koperek i masło, lub masło ziołowe z dodatkiem czosnku. Istnieją jednakże różne ich warianty. W niektórych mogą być przyprawy i zioła albo też ser.
Chociaż polska nazwa może sugerować francuskie pochodzenie, kotlet ten pochodzi ze wschodu (został stworzony przez kucharzy carskiej Rosji) i w większości języków świata nazywa się kotlet po kijowsku; w języku rosyjskim котлета по-киевски (kotleta po-kijewski), zaś w języku ukraińskim to котлета по-київськи (kotłeta po-kyjiwśky)